# 大阪工業技術専門学校
大阪工業技術専門学校（おおさかこうぎょうぎじゅつせんもんがっこう）は、大阪府大阪市北区天満の専修学校。設置者は学校法人福田学園。略称はOCT（Osaka College of Technology）。

## 概要
126年（2021年現在）の歴史を誇る大阪工業技術専門学校は、モノづくりの学校として、資格教育はもちろん実学教育が行われている。設計コンペ・各種競技会での入賞などの実績を持つ。マンションリフォーム実践プロジェクト・コンペ、古民家再生プロジェクト、大阪環状線プロジェクト、巨椋プロジェクト「結いの東屋」など、実体験プログラム活動も活発に実施されている。
全国専門学校ロボット競技会では、全国優勝（文部科学大臣賞受賞）多数。
2014年には建築系6学科,2015年機械系学科が「文部科学省 職業実践専門課程」に認定。
Jリーグのセレッソ大阪のスポンサー。

## 沿革
- 1895年 - 創設者福田右馬太郎、勤労者を対象に機械製図法を教授
- 1898年 - 私塾「製図夜学館」を創立。「製図夜学校」、私立学校として大阪府より認可
- 1905年 - 右馬太郎、私塾から本格的教育機関とすることを決意。「私立大阪製図学館」へ校名を変更し昼間・夜間授業を開始
- 1906年 - 日本初の製図通信教育を開始、樺太（サハリン）から台湾まで数多くの製図技術者を育成
- 1924年 - 建築製図科を新設
- 1932年 - 「大阪製図学校」へ校名変更
- 1933年 - 機械科、建築科を新設
- 1937年 - 女子製図科を新設
- 1939年 - 大阪製図学校同窓会が発足
- 1951年 - 「大阪製図専門学校」へ校名変更。機械工学科、機械設計科、建築工学科、建築設計科を新設
- 1954年 - 二級建築士の受験資格認定
- 1956年 - 新校舎完成
- 1959年 - 2級製図工技能士検定、2級建築大工技能検定の受験資格認定
- 1964年 - 大阪工業技術専門学校へ校名変更
- 1965年 - 学校法人福田学園設立
- 1966年 - 新校舎完成
- 1970年 - 大阪工業技術専門学校校友会創立総会を開催
- 1972年 - 環境設備科を新設。一級建築士の受験資格認定
- 1976年 - 専門学校として認可
- 1977年 - 2級管工事施工管理技士の受験資格認定。単位制導入
- 1978年 - 建築設備士の受験資格認定
- 1979年 - 1級・2級技能士検定の受験資格認定
- 1980年 - 海外研修旅行（OCTワールドツアー）開始
- 1984年 - 2級建築施工管理技士の受験資格認定
- 1989年 - CAD製図科新設
- 1990年 - 1級建築施工管理技士、1級管工事施工管理技士の受験資格認定
- 1991年 - 文部省より「専修学校教育高度化開発研究委託」の指定を受ける
- 1995年 - 創立100周年。2年課程卒業生に「専門士」の称号付与認定
- 1997年 - 建築総合学科、建築CAD科を新設
- 1998年 - 建築実務専科（後の建築士専科）を新設
- 1999年 - 建築土木学科を新設。ISO14001の認証を取得
- 2002年 - インテリアデザイン学科、建築技能学科（後の大工技能学科）を新設
- 2003年 - 環境土木学科を新設
- 2006年 - 「プライバシーマーク認定」を取得
- 2008年 - 新3号館「ものづくり館」竣工
- 2009年 - 学科を改編。建築大工技能試験会場に認定
- 2010年 - リカレント生のための建築設計学科新設
- 2014年 - フレックス建築学科（夜間部・単位制）を新設
- 2015年 - 文部科学省より建築系6学科、機械系学科が「職業実践専門課程」に認定。創立120周年

## 設置学科
昼間部
- 建築学科（2年制／高等学校卒業者対象）
  - 設計専攻
    - 意匠（デザイン）コース
    - 構造コース

  - 施工専攻
    - 管理（生産）コース

  - 設備専攻
    - 設備コース
- インテリアデザイン学科（2年制／高等学校卒業者～社会人対象）
- 大工技能学科（2年制／高等学校卒業者対象）
- 建築設計学科（2年制／大学・短期大学・専門学校卒業者～社会人対象）
- 建築士専科（1年制／二級建築士受験資格取得者対象）
- ロボット･機械学科（高等学校卒業者～社会人対象）　　　　　　　　　　　　　　　　　　　　　　　　　　　　　　　　　　　　　
  - ロボット機械専攻
    - ロボットコース
    - 機械技能コース

  - 電気機械専攻
    - 電気コース

夜間部
- 建築学科Ⅱ部（2年制／高等学校卒業者～社会人対象）
- フレックス建築学科（単位制）（2～4年制／高等学校卒業者～社会人対象）

## 系列校
- 大阪保健医療大学
- 大阪リハビリテーション専門学校
- 福田学園エクステンションセンター